# Moojenodesmus armatus
Moojenodesmus armatus är en mångfotingart som beskrevs av Kraus 1959. Moojenodesmus armatus ingår i släktet Moojenodesmus och familjen Fuhrmannodesmidae. Inga underarter finns listade i Catalogue of Life.